# Отто Зіффлінг
Отто Зіффлінг (нім. Otto Siffling, 3 серпня 1912, Мангайм — 20 жовтня 1939) — німецький футболіст, що грав на позиції нападника. Учасник чемпіонату світу і Олімпійських ігор.

## Спортивна кар'єра
Протягом всієї ігрової кар'єри виступав за команду «Вальдгоф». Найкращим досягненням його клубу у цей час став вихід по півфіналу чемпіонату 1934 року, де поступилися найсильнішій німецькій команді — «Шальке 04» (2:5). У 1935 і 1937 роках «Вальдгоф» проходив до півфіналу кубка Німеччини.
У складі національної збірної дебютував на чемпіонаті світу 1934 року в Італії. На турнірі німці у матчі за третє місце перемогли австрійський «вундертім» завдяки голам Ленера і Конена. Зіффлінг брав участь у всіх іграх на турнірі, відзначився забитим м'ячем у ворота бельгійської збірної.
Учасник футбольного турніру на Олімпійських іграх 1936 року у Берліні, де німці вважалися одним із претендентів на нагороди, але в чвертьфіналі поступилися норвежцям. Був гравцем резерву на чемпіонаті світу 1938 року у Франції.
Всього протягом кар'єри у національній команді, яка тривала 5 років, провів 31 матч, забивши 17 голів.
Наприкінці 1937 року в нього вже проявлялися перші симптоми хвороби. Його гра ставала все слабшішою. Зіффлінг страждав на хворобу легенів, імовірно туберкульозу, яку він не лікував протягом двох років. Всього за тиждень до своєї смерті він вирушив на лікування і відразу ж був госпіталізований до лікарні, де помер від плевриту у 27 років.

## Статистика
Клубна статистика:
| Сезон  | Чемпіонат | Чемпіонат | Чемпіонат | Кубок | Кубок | Кубок |
| Сезон  | Т         | І         | Г         | Т     | І     | Г     |
| ------ | --------- | --------- | --------- | ----- | ----- | ----- |
| 1934   | ЧН        | 7         | 11        | —     | —     | —     |
| 1935   | —         | —         | —         | КН    | 4     | 2     |
| 1936   | ЧН        | 6         | 0         | КН    | 4     | 2     |
| 1937   | ЧН        | 6         | 0         | КН    | 5     | 5     |
| 1938   | —         | —         | —         | КН    | 4     | 4     |
| Усього | Усього    | 19        | 11        |       | 17    | 13    |

У збірній:
| Рік    | Офіційні турніри | Офіційні турніри | Офіційні турніри | Товариські матчі | Товариські матчі |
| Рік    | Н                | І                | Г                | І                | Г                |
| ------ | ---------------- | ---------------- | ---------------- | ---------------- | ---------------- |
| 1934   | ЧС               | 4                | 1                | 1                | 1                |
| 1935   | —                | —                | —                | 10               | 0                |
| 1936   | ОІ               | 1                | 0                | 6                | 3                |
| 1937   | Кв.              | 2                | 2                | 4                | 8                |
| 1938   | —                | —                | —                | 3                | 2                |
| Усього | Усього           | 7                | 3                | 24               | 14               |

## Титули і досягнення
- Бронзовий призер чемпіонату світу: 1934